# Basil Dearden
Basil Dearden, född Basil Clive Dear 1 januari 1911 i Westcliff-on-Sea, Essex, död 23 mars 1971 i London, var en brittisk filmregissör och manusförfattare.

## Regi i urval
- 1944 – Mellan två världar
- 1945 – Skuggor i natten
- 1948 – Saraband
- 1949 – Liverpool-Expressen (även manus)
- 1950 – Blå lyktan
- 1951 – Övervakad
- 1955 – Privatdeckar'n
- 1956 – Ulf i fårakläder
- 1957 – Världens minsta show
- 1959 – Fallet Robbins
- 1960 – Gentlemannaligan
- 1961 – Fallet Barret
- 1965 – För många agenter
- 1970 – Mannen som jagade sig själv (även manus)
- 1971 – Snobbar som jobbar (TV-serie)